# Chiesa di San Domenico (Oaxaca)
La chiesa di San Domenico è una chiesa di Oaxaca. Costruita a cavallo tra la fine del XVI secolo e l'inizio del XVII secolo, la sua costruzione coinvolse i migliori artigiani di Puebla. Presenta una facciata barocca su cui si incastona la figura di Domenico di Guzmán, il monaco spagnolo che fondò l'ordine dei domenicani, ritratto nell'atto di reggere una chiesa.

## Il museo
L'ex-convento, dopo il restauro, è divenuto il Centro Culturale di Oaxaca. Gli affreschi sono stati restaurati con l'ausilio dell'artista locale Francisco Toledo. All'interno del museo è esposta un'importante collezione di manufatti di arte precolombiana di cultura zapoteca, fra cui molti oggetti provengono dal vicino sito archeologico di Monte Albán. L'antico giardino del convento è ora un giardino etnobotanico dove sono alloggiate diverse piante endemiche della regione.

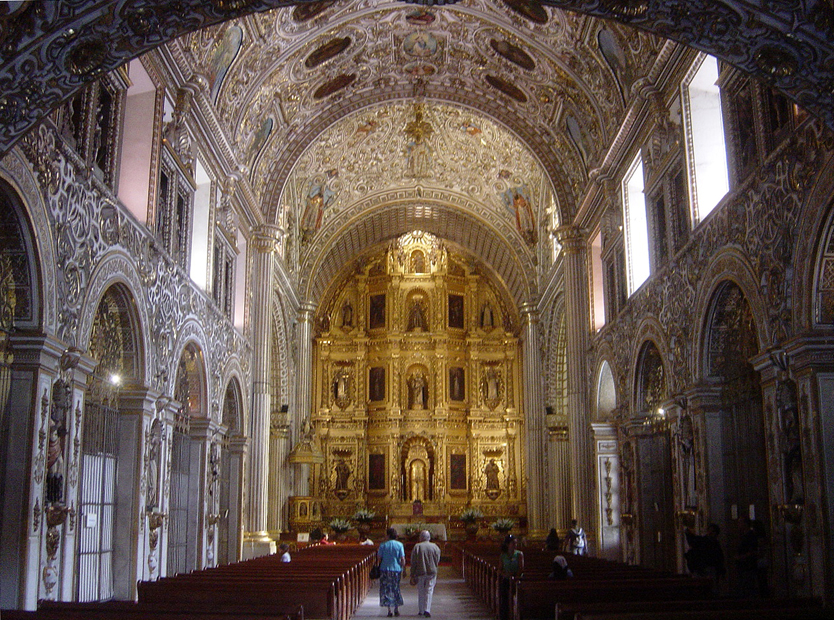
L'interno della chiesa

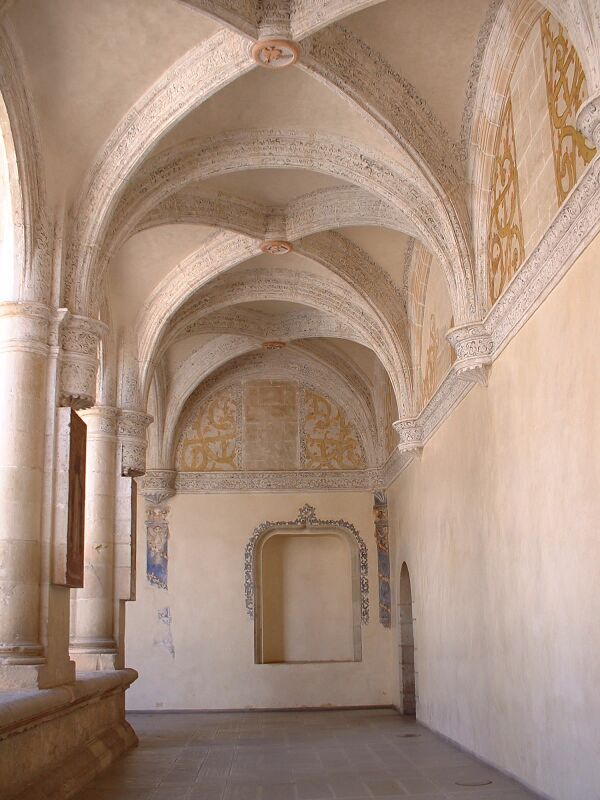
Veduta del chiostro del convento